# Conarete indica
Conarete indica är en tvåvingeart som först beskrevs av Mani 1934.  Conarete indica ingår i släktet Conarete och familjen gallmyggor. Inga underarter finns listade i Catalogue of Life.